# 議会主権
議会主権（ぎかいしゅけん、英: Parliamentary sovereignty／parliamentary supremacy／legislative supremacy）は、議会制民主主義を取る国のいくつかで採用されている考え方・方針であり、国制（国家の組織の最上位層の構造）に関するものである。この考え方では、立法府は絶対的な主権を持ち、そして立法府は、司法機関を含む他のすべての政府機関よりも上位とされる。
さらに、立法府は、以前に立法されたあらゆる法律を、改廃できる。つまり、成文法や判例に束縛されず、場合によっては憲法にも束縛されない。
議会主権は、しばしば、権力分立や法令審査権と対比される。
権力分立の場合は、立法府の役割は一般的な法の制定に限られることが多い。また法令審査権が設けられた国では、立法府を通過した法律であっても無効とされる場合がある。
議会主権を採用している国家には立憲君主国が多く、例えば英連邦王国のイギリス、ニュージーランド、が挙げられる。なお、英連邦王国の君主は議会における国王の法人格を持ち、議会の構成主体の一つであるため、君主主権とは矛盾しない。
他には、フィンランド、オランダ、スウェーデンなどが議会主権とされる。
一般に、連邦制の国では、連邦と州それぞれの管轄範囲を規定する憲法条項の改定を連邦の議会の議決だけでは行えない仕組みとなっている。英連邦王国のカナダやオーストラリアもイギリスをモデルとする統治制度を取るが、州の権利に関わる憲法改正には州や国民投票などの承認が必要である。